# Peter Jensen (designer)
 For alternative betydninger, se Peter Jensen. (Se også artikler, som begynder med Peter Jensen)
Peter Jensen (født 24. marts 1969 i Løgstør) er en dansk modeskaber og designer. I perioden 1997-2018 designede han tøj i eget navn med base i London.
Peter Jensen har modtaget adskillige priser og er bl.a. repræsenteret på Victoria and Albert Museum i London, Fashion Museum, Bath og Designmuseum Danmark.

## Baggrund og uddannelse
Peter Jensen voksede op i Løgstør. Faderen var tømrer, moderen hjemmehjælper. Han begyndte i 1990 på Skals Håndarbejdsskole og uddannede sig efterfølgende som skrædder på Aarhus Skrædderskole (1991-1993). Fra 1994-1997 studerede han beklædningsdesign på Det Kongelige Danske Kunstakademis Skoler for Arkitektur, Design og Konservering (tidligere: Danmarks Designskole). Jensen flyttede herefter til London, hvor han 1997-1999 studerede på designskolen Central Saint Martins, London, og afsluttede sine studier med en mastergrad (MA) i Menswear (dansk: herremode).

## Karriere
Peter Jensen debuterede i 2001 med en herrekollektion under modeugen i Paris. Året efter fulgte en damekollektion. Peter Jensens herre- og damekollektioner er siden blevet vist adskillige gange under London Fashion Week. Han arbejdede som selvstændig og ejede sit eget varemærke, Peter Jensen, fra 2001-2018.
Peter Jensen var fra 2001-2014 tilknyttet overbygningsuddannelsen for herremode) (engelsk: Head of Menswear) ved Central Saint Martins. Han fungerede som underviser i fashion womenswear (dansk: damemode) på Central Saint Martins, London, 2013-2018 og i fashion samme sted 2016-2018. Han var i perioden 2016–2018 underviser i fashion på Westminster College og på London College of Fashion, London.
I perioden 2006-2018 var han underviser i fashion womenswear 2006–2018 på Ravensbourne College of Design and Communication, London
Han blev gæsteprofessor ved Universität der Künste Berlin, Berlin, i 2012.
Jensen havde base i London frem til 2018, hvor han solgte rettighederne til sit varemærke og logo med en kanin til det koreanske firma Pastel World, og flyttede til Atlanta i Georgia, USA, for at arbejde som ansat lektor på Savannah College of Art and Design. Han flyttede tilbage til Danmark i 2021 som selvstændig med varemærket Yours Truly.

## Muser
Jensen kollektioner er altid inspireret af en muse, og hver kollektion er opkaldt efter en sådan. Muser, der har været anvendt, er som følger:
- AW 01-02 'Minter' - Mary Miles Minter amerikansk stumfilmsskuespiller. Døde i 1984.
- SS 2002 'Mildred' - den rolle Bette Davis spillede i filmén Of Human Bondage fra 1934.
- AW 02-03 'Emma' - den engelske modeskaber Emma Cook.
- SS 2003 'Olga' - Olga Korbut russisk gymnast, kendt for sin præstation ved OL i 1972.
- AW 03-04 'Nancy' - Nancy Mitford, engelsk forfatter kendt for sin bog The Pursuit of Love og for at være den ældste af Mitford-søstrene.
- SS 2004	'Gertrude' - Gertrude Stein, en velhavende og indflydelsesryg amerikansk kunstsamler, som boede i Paris, døde i 1946.
- AW 04-05 'Cindy' - amerikansk kunstner Cindy Sherman.
- SS 2005	'Tonya'	- Tonya Harding, den amerikanske skøjteløber, som i 1994 blev berygtet for sit angreb på konkurrenten Nancy Kerrigan.
- AW 05-06 'Fanny' - en rolle i Ingmar Bergman-filmen Fanny och Alexander.
- SS 2006	'Sissy'	- Sissy Spacek er en amerikansk skuespiller kendt for sine roller i filmene Badlands (1973), Carrie (1976) and Coal Miner's Daughter (1980).
- AW 06-07 'Helena' - Helena Rubinstein døde i 1956 som en af verdens rigeste kvinder. Havde tjent sin formue på sine skønhedsprodukter.
- SS 2007	'Tina' - Tina Barney er en amerikansk fotograf, som mest fotograferer sin egen familie.
- AW 07-08 'Christina' - Prinsesse Christina af Danmark var det tredje barn af Kong Christian II. Hun døde i 1590.
- SS 2008	'Mink' - Mink Stole har været med i alle John Waters' film siden 1969.
- AW 08-09 'Candice-Marie' - Candice-Marie er en karakter i Mike Leigh filmen Nuts in May spillet af Alison Steadman.
- AW 08-09 'Keith'- Keith er en karakter Mike Leigh filmen Nuts in May spillet af Roger Sloman.
- SS 2009	'Jodie'	- Jodie Foster er en amerikansk skuespiller.
- AW 09-10 'Jytte' - Jytte er Peter Jensens tante, som i mange år boede på Grønland.
- Resort 2010 'Diana' - Diana Arbus var en amerikansk fotograf og kunstner.
- SS 2010	'Laurie' - Laurie Simmons er en amerikansk fotograf og kunstner.
- AW 10-11 'Muriel' - Dame Muriel Spark er en skotsk forfatter, som er mest kendt for værket The Prime of Miss Jean Brodie.
- Resort 2011 'Abigail' - baseret på Mike Leighs film Abigail's Party.
- SS 2011	'Shelley' - Shelley Duvall er en amerikansk skuespiller, der var stjernen i Stanley Kubricks film The Shining.
- AW 11-12 'Anna-Karina'	- Anna Karina (Hanne Karin Blarke Bayer) født i Danmark, fik sit gennembrud i Frankrig som skuespiller Jean-Luc Godards film.
- Resort 2012 'Meryl' - Meryl Streep, amerikansk skuespiller.
- SS 2012	'Bush' - Thomas Bush er en britisk grafisk designer.
- SS 2012	'Nina'	- Nina Simone var en amerikansk sangerinde, komponist, pianist, arrangør og menneskeretsforkæmper. Hun døde i 2003.
- Prefall 2012 'Erika' - Erika Wall er en svensk fotomodel.
- AW 12-13 Thelma - Thelma Speirs har siden 1980erne været del af club-scenen i London, hun er også den ene halvdel af hatte-firmaet Bernstock-Speirs.
- Resort 2013 Tippie - Tippie Hedren er kendt for sin hovedrolle i Alfred Hitchcocks film Fuglene og  Marnie.
- SS 2013	'Mick' - Mick Jagger er en britisk sanger, medlem af Rolling Stones.
- SS 2013	'Barbara' - Barbara Hepworth var en britisk billedhugger.
- Pre-AW 13-24 'Arne' - Arne Jacobsen var en dansk arkitekt.
- AW 13-14 'Viv' - Vivian Nicholson sagde "Spend, spend, spend" da hun i 1961 vandt det store engelske lotteri.
- Resort 2014 'Paulette- - Paulette Goddard var en amerikansk skuespiller som i 1930erne blev meget velhavende. Senere hang hun ud på The Factory sammen med Andy Warhol.
- SS 2014	'Andy' - Andy Warhol var en amerikansk popkunstner, kendt for mange ting men først og fremmest sine silketryk.
- SS 2014	'Diana'	- Diana Ross er en amerikansk sanger.
- Pre-fall 14 'Sunny' - Sunny von Bülow, i dag mest kendt for at have ligget i koma i 28 år. Hun var en amerikansk millionøse.
- AW 2014 'Claus' - Claus von Bülow. Gift med Sunny von Bülow. Født og opvokset i Danmark. Blev først kendt skyldig for at have forgiftet sin kone og siden frikendt.
- Resort 15 'Yoko' - Yoko Ono er en berømt fluxus-kunstner. Gift med John Lennon.
- SS 2015 'Lucy' - Lucy er hovedpersonen i tegneserien Radiserne, opfundet af Charles Schulz i 1952. På dansk Trine.
- Pre-fall 15 'Penelope' - Penelope Tree blev berygtet for sin sexede Betsey Johnson-kjole til et Truman Capotes Black and White Ball i 1966.
- AW 2015 'Julia' - Princess Julia var en velkendt figur i klub-scenen i London i slutningen af 1970s og op gennem 1980erne.
- Resort 16 'Enid' - Enid er hovedpersonen i tegneserien Ghost World, der i 2001 dannede forlæg for kultfilmen af samme navn med Thora Birch og Scarlett Johansson.
- SS 2016 'Shirley' - Shirley Kurata er en stylist i Los Angeles som Peter Jensen har arbejdet med i adskillige år. Hun har også sammen med Autumn de Wilde lavet en film for Prada.
- AW 16-17 'Peggy' - Peggy Guggenheim var en amerikansk velhaver som brugte alle sine penge på kunst og elskere.

## Hæder
Jensen blev tildelt det treårige arbejdslegat fra Statens Kunstfond (Kunsthåndværk- og Design)(2009),, modtog Sølvsmed Kay Bojesen og hustru Erna Bojesens Mindelegat (2011), og designprisen fra Magasin du Nord's Fond (2012).
Han blev gæsteprofessor ved Universität der Künste, Berlin i 2012.
I 2021 blev Jensen tildelt Statens Kunstfonds livslange hædersydelse indenfor Kunsthåndværk og design.

## Andre aktiviteter
I forbindelse med Jensens 10-års jubilæum udgav Dent-de-Leone Publishers 2011 et omfattende katalog redigeret af Peter Jensen og Gerard Wilson, med tekster af Susannah Frankel og Emily King).
Blandt Peter Jensens udstillinger kan nævnes:

- Udstilling hos Hepworth Wakefield Gallery, Yorkshire, og samarbejde i forbindelse med Peter Jensens kollektion inspireret af Barbara Hepworth, 2013.
- Udstilling hos House of Voltaire London 21/11-2012 til 15/12-2012 (sammen med bl.a. Jeremy Deller, Mark Leckey, Ryan McGinley, Richard Nicoll, Peter Pilotto, Elizabeth Price, Jonathan Saunders, Laurie Simmons, Wolfgang Tillmans).
- Udstilling hos MoA, Museum of Art, Seoul National University, Sydkorea, 13/5-2012 til 8/7 2012.
- Solopræsentation hos Victoria & Albert Museum (London) som del af programmet 'Fashion in Motion' 18/11-2011.[8]
- Gruppeudstilling 'Reconstruction:Cultural Heritage and the Making of Contemporary Fashion' (sammen med Vivienne Westwood, Hussein Chalayan m.fl.) arrangeret af The British Council og vist i Kazakstan, Rusland, Uzbekistan og Bangladesh (2011).
- Soloudstilling på Designmuseum Danmark (tidligere: Kunstindustrimuseet, København) 5/8-2011 til 30/10-2011, udstillingens titel 'Peter Jensens Muser'.
- Onlineprojekt 9/9-2010 til 30/10-2010, 'In Wolves Clothing Re-imagining the Doll' sammen med billedkunstner Laurie Simmons. Udvalgte designs fra kollektionen 'Mink', der er inspireret af John Waters' film, blev i øvrigt 2008 optaget i The John Waters Archive på Wesleyan University, Connecticut, USA.
- Outfits fra 2005-kollektionen 'Fanny' og 2009-kollektionen 'Jytte' er 2013 optaget i den permanente udstilling på Victoria & Albert Museum, London.

## Eksterne links
- Officiel side Arkiveret 9. december 2011 hos  Wayback Machine
- http://trendland.com/peter-jensen-springsummer-14-resort-14/ omtale af kollektionen inspireret af Paulette Goddard og Andy Warhol, august 2013.
- Crane.tv film om Peter Jensen og Barbara Hepworth (2:41 minuter), november 2012.
- billeder fra Moskva-udstilling, British Council, maj 2012.
- Victoria & Albert Museum, London, november 2011.
- Fashion in Motion Arkiveret 3. december 2011 hos  Wayback Machine Victoria & Albert Museum, London, november 2011.